# Schloss Zell (Hilpoltstein)
Schloss Zell war ein Schloss in Zell in der Gemeinde Hilpoltstein im Landkreis Roth. Ein Flügel des ehemaligen Schlosses wurde in die seit 1872 bestehende Taubstummenanstalt integriert.

## Geschichte
Zell war lange Sitz einer Hofmark. Die dort sitzenden „Celler“ sind urkundlich bis 1325 erwähnt – sofern es sich bei diesen Nennungen von „Celle“ tatsächlich um das heutige Zell handelt. 1472 sind erstmals die Jahrsdorfer, ein Ministerialengeschlecht der Reichsministerialen zu Hilpoltstein, als Besitzer von Zell erwähnt. Von 1702 bis 1777 war ein protestantischer Zweig derer von Preysing zu Neu- und Altpreysing Besitzer der Hofmark Zell. Nach ihnen besaß Philipp Ernst von Zehmen auf Nordeck die Hofmark. Das Schloss wurde von 1822 bis 1824 unter Friedrich von Boller neu gebaut.
Um 1867 erwarb ein Frl. Mayerhofer dieses für ihre religiöse Gemeinschaft und errichtete hier ein Erziehungsinstitut, dessen Hauskapelle 1867 benediziert wurde. 1872 kaufte der Vorläufer der Regens-Wagner-Stiftung zu Dillingen an der Donau das Schloss und eröffnete im Mai 1872 die Anstalt Zell für taubstumme Frauen und Mädchen als Filiale der Dillinger Anstalt, geleitet von den Dillinger Franziskanerinnen. Heute bestehen hier Einrichtungen wie Schulen (Förderzentrum Zell – Schule für Hörgeschädigte) sowie „Regens-Wagner Zell“ als Zentrum für Menschen mit Hörschädigung (mit Wohnangeboten, Tagesbetreuung, schulvorbereitender Einrichtung für hörgeschädigte Kinder, mit Schule und Ausbildung, mit Werkstatt und Werkstattladen sowie mit offenen Hilfen und einem Sommerfest im Juni).

## Baubeschreibung
Das Schloss ist ein Baudenkmal (Nr. D-5-76-127-130) und in der Liste der Baudenkmäler in Hilpoltstein folgendermaßen beschrieben:
Flügel des ehemaligen Schlosses, seit 1872 Taubstummenanstalt: Dreigeschossiger Putzbau mit Walmdach, hofseitig mit Eingangsrisalit und Zwerchgiebel mit Nischenfigur, klassizistisch, 1822–24